# Hunyadi László (labdarúgó)
Hunyadi László (1947. november 17. – 2011. április 21.) labdarúgó, hátvéd.

## Pályafutása
1967 és 1977 között a Csepel labdarúgója volt. Az élvonalban 1967. április 3-án mutatkozott be az Újpesti Dózsa ellen, ahol csapata 3–0-s vereséget szenvedett. Az élvonalban 193 alkalommal szerepelt és hét gólt szerzett.

## Sikerei, díjai
- Magyar bajnokság
  - 4.: 1974–75